# ウルフ島 (オンタリオ湖)
ウルフ島（Wolfe Island）はカナダオンタリオ州、オンタリオ湖のセントローレンス川への入り口に位置する島。北のすぐ対岸にあるキングストンと同じくフロンテナック郡に属する。近隣の島ハウ島、シムコー島と共に1つのタウンシップ、フロンテナックアイランズを構成している。イギリスの将軍ジェームズ・ウルフに因んで名付けられた。
島の長さは約29km、幅は数百ｍ～9kmと不規則な形状をしている。面積は124km²。サウザンド諸島（サウザンド・アイランド）の島々の中では最も大きい。定住者人口は約1,400人だが、夏季の滞在者はその2～3倍にもなる。最も大きい街はメアリーズビル（Marysville）。
キングストンからはオンタリオ州政府による無料フェリー（Wolfe Islander III）が運行されている。また、アメリカ側対岸のニューヨーク州ケープヴィンセントからも有料のフェリーが5月～10月のみ出ており、1802年に最初に認可を受けた人物の子孫が運行している。
島では冬にシロフクロウがしばしば見られ、春は渡り水鳥にとっての重要な休憩地となっている。